# Molgula sphaera
Molgula sphaera is een zakpijpensoort uit de familie van de Molgulidae. De wetenschappelijke naam van de soort is voor het eerst geldig gepubliceerd in 1972 door Kott.